# Memoriał Eugeniusza Nazimka 1997
Memoriał im. Eugeniusza Nazimka 1997 – 15. edycja turnieju w celu uczczenia pamięci polskiego żużlowca Eugeniusza Nazimka, który odbył się dnia 28 września 1997 roku. Turniej wygrał Antonín Kasper.

## Wyniki
- Stadion Stali Rzeszów, 28 września 1997
- NCD: Antonín Kasper - 70,07 w wyścigu 4
- Sędzia: Józef Rzepa

| Msc. | Zawodnik                | Klub         | Pkt |                |  |
| ---- | ----------------------- | ------------ | --- | -------------- |  |
| 1    | (16) Antonín Kasper     | Czechy       | 15  | (3,3,3,3,3)    |  |
| 2    | (1) Janusz Ślączka      | Rzeszów      | 14  | (3,3,2,3,3)    |  |
| 3    | (4) Rafał Trojanowski   | Rzeszów      | 11  | (1,1,3,3,3)    |  |
| 4    | (12) Sebastian Ułamek   | Częstochowa  | 10  | (3,2,2,d,3)    |  |
| 5    | (5) Piotr Winiarz       | Rzeszów      | 10  | (3,1,3,2,1)    |  |
| 6    | (11) Robert Mikołajczak | Leszno       | 7   | (2,0,0,3,2)    |  |
| 7    | (6) Andrzej Huszcza     | Zielona Góra | 7   | (1,3,1,d,2)    |  |
| 8    | (14) Maciej Kuciapa     | Rzeszów      | 6   | (1,2,3,d,d)    |  |
| 9    | (7) Damian Baliński     | Leszno       | 6   | (2,3,1)        |  |
| 10   | (15) Adam Skórnicki     | Leszno       | 6   | (0,2,0,2,2)    |  |
| 11   | (9) Rafał Wilk          | Łódź         | 6   | (u/ns,2,1,1,2) |  |
| 12   | (8) Dariusz Rachwalik   | Częstochowa  | 5   | (0,0,2,2,1)    |  |
| 13   | (13) Norbert Magosi     | Węgry        | 5   | (2,0,2,u,1)    |  |
| 14   | (2) Jarosław Szymkowiak | Zielona Góra | 5   | (2,d,1,1,1)    |  |
| 15   | (3) Marek Hućko         | Łódź         | 2   | (0,1,0,1,0)    |  |
| 16   | (10) Janusz Stachyra    | Rzeszów      | 0   | (wu)           |  |
|      | rez. Paweł Elder        | Rzeszów      |     | (1,w,wu,0)     |  |
|      | rez. Waldemar Bednarski | Rzeszów      |     | (1,0,0,0)      |  |

Bieg po biegu
1. [70,15] Ślączka, Szymkowiak, Trojanowski, Hućko
2. [70,64] Winiarz, Baliński, Huszcza, Rachwalik
3. [70,32] Ułamek, Mikołajczak, Elder, Wilk Elder za Stachyrę
4. [70,07] Kasper, Magosi, Kuciapa, Skórnicki
5. [71,17] G.Rempała, Wilk, Świst, Stachyra
6. [71,74] Huszcza, Kuciapa, Bednarski, Szymkowiak Bednarski za Stachyrę
7. [71,19] Baliński, Skórnicki, Hućko, Mikołajczak
8. [70,80] Kasper, Ułamek, Rachwalik, Trojanowski
9. [70,64] Kasper, Ślączka, Huszcza, Mikołajczak
10. [71,46] Winiarz, Ułamek, Szymkowiak, Skórnicki
11. [71,73] Kuciapa, Rachwalik, Wilk, Hućko
12. [72,79] Trojanowski, Magosi, Baliński, Bednarski Elder za Stachyrę, Bednarski za Eldera
13. [81,23] Ślączka, Kuciapa, Ułamek, Elder Elder za Balińskiego
14. [72,27] Mikołajczak, Rachwalik, Szymkowiak, Magosi
15. [70,90] Kasper, Winiarz, Hućko, Bednarski Bednarski za Stachyrę
16. [72,01] Trojanowski, Skórnicki, Wilk, Huszcza
17. [72,94] Ślączka, Skórnicki, Rachwalik, Bednarski Bednarski za Stachyrę
18. [73,01] Kasper, Wilk, Baliński, Elder Elder za Balińskiego
19. [72,96] Ułamek, Huszcza, Magosi, Hućko
20. [72,46] Trojanowski, Mikołajczak, Winiarz, Kuciapa